# Barbara Guntern
Barbara Guntern ou Barbara Guntern Anthamatten, née en 1963 à Brigue, est une personnalité politique suisse spécialisée en égalité des chances entre femmes et hommes, et en orientation professionnelle. Elle est membre du parti chrétien-social du Haut-Valais (Christlichsoziale Volkspartei Oberwallis – CSPO).

## Biographie

### Études
Après avoir obtenu le diplôme d'institutrice à l’école normale de Brigue, elle entreprend des études de philologie et de littérature allemande et russe validées par une licence de l'université de Fribourg. Elle obtient en 2014 une maîtrise en orientation professionnelle, universitaire et de carrière, auprès de la Haute école spécialisée du Nord-Ouest de la Suisse (Berufs- Studien- und Laufbahnberatung ; Fachhochschule Nordwestschweiz FHNW, Hochschule für Wirtschaft).

### Bureau de l'égalité
Le bureau de l'égalité valaisan, créé en 1993, commence un travail de fond et engage Barbara Guntern pour une activité en lien avec la partie germanophone du canton de Valais. Le but est de prouver aux autorités valaisannes que ce bureau est nécessaire dans la configuration conservatrice du canton du Valais, et qu'un travail fondamental d'information doit être mis en place  pour obtenir un changement des mentalités.
En 1995, cinq des quinze bureaux de l’égalité existant en Suisse sont menacés (le service neuchâtelois doit fermer). Barbara Guntern s’exprime à cette occasion : « Vous pouvez mettre n’importe quelle structure en place, lorsque l’on se bat pour l’égalité, il y a toujours un moment où cela dérange ».  
Barbara Guntern convainc les parlementaires du Grand Conseil valaisan de l'utilité et de la nécessité du bureau de l'égalité devenu entre-temps l’Office cantonal de l'égalité et de la famille. Les travaux préparatoires de la loi de 1996, ainsi que les revendications du bureau de l'égalité, sont entendus et pris au sérieux par le Grand Conseil valaisan. En juin 1996, l'ancrage législatif du bureau de l'égalité est accepté et consacre cette institution. Son rattachement à un département particulier, celui de l'économie, des institutions et de la sécurité, lui assure la capacité de constituer un véritable relais auprès du Conseil d'État.
Active auprès du bureau de l'égalité, Barbara Guntern est nommée responsable de ce bureau par le Conseil d’État valaisan en 2000 succédant à Valérie Kelly-Vouilloz,.  Elle quitte ce poste en 2003, après dix ans d’activités. Son adjointe, Madame Isabelle Darbellay Métrailler la remplace à la tête du Bureau de l'égalité qui devient Secrétariat à l'égalité et à la famille, à la requête du Conseil d'État.

### Autres engagements
En 1999, Barbara Guntern est candidate au Conseil national sur la liste « femmes » du Parti chrétien-social du Haut-Valais, une liste visant à « déviriliser la politique »,.
Dès 2003, Barbara Guntern est déléguée à l'égalité des chances au sein de la Direction du développement et de la coopération.
En 2009, elle est nommée par le Conseil fédéral membre de la Commission de conciliation selon la loi sur l'égalité, concernant le personnel de l'administration fédérale.
Elle devient en 2015 co-présidente avec Mirjam Bumann-Ricci de l'association « freuw » (Frauen — Einsteigen — Umsteigen — Weiterkomen, association fondée en 1992, parrainant un Bureau de l’égalité à Visp, reconnu par le Bureau fédéral depuis 1996),.

## Publications
- (fr + de) Marie-France Vouilloz Burnier (dir.) et Barbara Guntern (dir.), Valaisannes d'hier et d'aujourd'hui  = Walliserinnen gestern und heute : La longue marche vers l'égalité = Gleichstellung? ein langer Weg …, Sierre et Visp, Monographic et Rotten Verlag, 2003, 224 p. (ISBN 2-88341-136-0, présentation en ligne)

- (de) Barbara Guntern Anthamatten, Laufbahncoaching an Mittelschulen aufgezeigt am Beispiel der Oberwalliser Mittelschule St. Ursula in Brig : Theoretische Einbettung des zukünftigen Lehr- und Arbeitsmittels Laufbahn-Portfolio für MittelschülerInnen nach S&B Concept, 2014, III + 74 + annexes (lire en ligne)Travail de maîtrise soit Master of Advanced Studies (Fachhochscule Nordwestschweiz, Hochschule für Wirtschaft, MAS Berufs- Studien- und Laufbahnberatung, 1. Studiengang 2012-2013)

Articles
- Barbara Guntern, « Ce qu'il y a de plus difficile, c'est de briser les stéréotypes », Info Rhône : magazine de l'Administration cantonale valaisanne, nos 4/17,‎ 2000